# Lend, Zell am See
Lend là một đô thị ở huyện Zell am See (Pinzgau region), in the state of Salzburg ở nước Áo. Đô thị này có diện tích 29,37 km², dân số năm 2001 là 1530 người.